# ژاکلین دولوباک
ژاکلین دولوباک (انگلیسی: Jacqueline Delubac؛ ۲۷ مه ۱۹۰۷ – ۱۴ اکتبر ۱۹۹۷) بازیگر اهل فرانسه بود.
از فیلم‌ها یا برنامه‌های تلویزیونی که وی در آنها نقش داشته‌است می‌توان به اعترافات یک متقلب و ولپن اشاره کرد.